# Grifo termostático

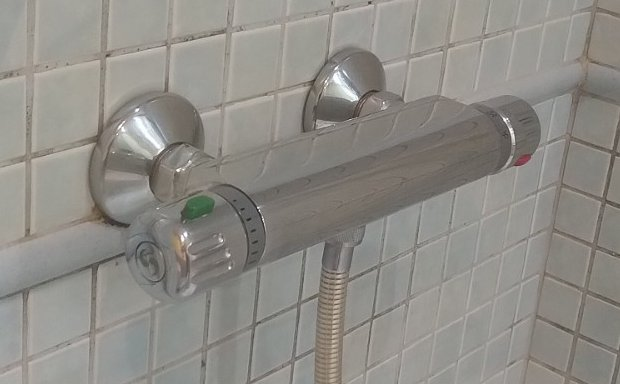
Vista de un grifo termostático para ducha

Los grifos termostáticos permiten obtener una temperatura constante del agua que suministran, regulando de forma automática los caudales de la mezcla de agua fría y caliente, independiente de la temperatura y en gran medida también de la presión de las líneas de suministro. Disponen de dos mandos con funciones claramente diferenciadas: uno para el caudal y otro para la temperatura.
Aunque existen grifos termostáticos para todas las aplicaciones, su uso se ha generalizado básicamente en la ducha y en el baño-ducha, por la evidente comodidad que supone disponer de agua siempre a la misma temperatura, aunque se abra y cierre el grifo o se varíe el caudal de la misma. 

## Funcionamiento

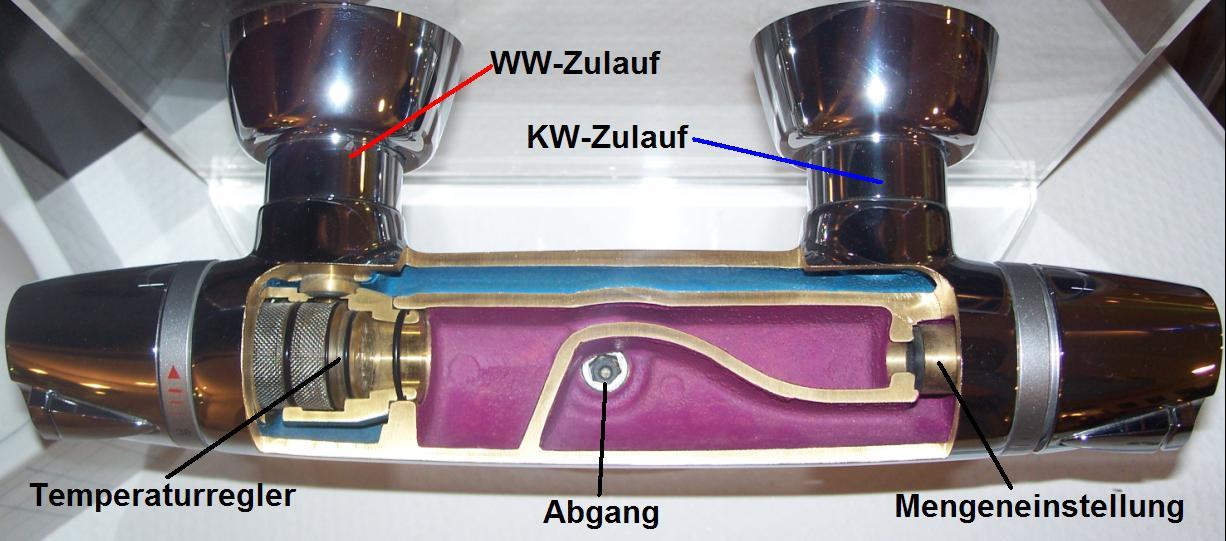
Mezclador termostático de ducha de la marca Grohe seccionado

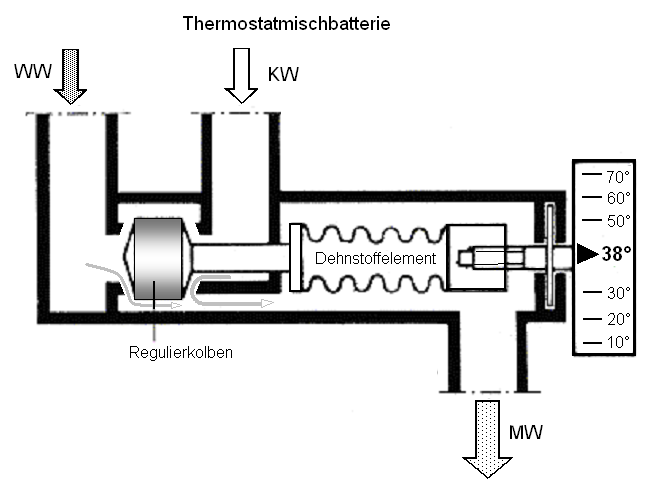
Principio de un grifo termostático:
WW = agua caliente
KW = agua fría
MW = agua mezclada

La pieza clave de un grifo termostático es el regulador alrededor del que fluye el agua mezclada. Consta de un alambre bimetálico enrollado en forma de resorte helicoidal, o bien de una cápsula llena de parafina, denominada elemento de expansión de cera. Ambos tipos de reguladores cambian de longitud de forma proporcional a los cambios de temperatura que experimentan. Las versiones que utilizan un cable bimetálico normalmente se pueden diseñar con cambios de longitud más amplios, lo que redunda en una mayor precisión en el control de la temperatura del agua.
Si las condiciones del agua de entrada cambian (temperatura o caudal), el regulador se contrae o alarga, abriendo o cerrando gradualmente los orificios que dan paso al caudal de las tuberías de entrada del agua fría y de la caliente.
La temperatura del agua caliente se puede mantener constante, con un margen de error del sistema de control de aproximadamente un grado Celsius. Al igual que en el caso de los grifos de agua caliente sanitaria, los termostatos suelen estar equipados con un mecanismo de bloqueo en la palanca de funcionamiento, que debe desbloquearse para seleccionar temperaturas superiores a 38 °C. Algunos termostatos tienen un botón de ahorro de agua, que debe desbloquearse para obtener el máximo caudal posible.
Por regla general, se disponen válvulas antirretorno tanto en el suministro de agua fría como en el de agua caliente, con el fin de evitar un cortocircuito hidráulico entre la red de agua fría y la caliente, que de otro modo se produciría al conectar las dos redes en el grifo termostático.
Existen diseños especiales en los que la cámara de mezcla está rodeada de agua fría, de modo que la grifería siempre permanece fría desde fuera, evitando posibles quemaduras al tocar el grifo cuando en la red de suministro se utiliza agua caliente a temperaturas muy elevadas.

## Características
- Con el mando del caudal (generalmente situado a la izquierda) se gradúa la cantidad de agua que sale por el caño.
- Este mando acostumbra a accionar una montura cerámica de un cuarto de vuelta o de media vuelta.
- En ocasiones, este mando dispone de un tope intermedio que permite ahorrar agua ya que, cuando se llega a él, por la boca únicamente sale la mitad o la tercera parte del caudal máximo.
- El mando de la temperatura permite seleccionar la temperatura a que deseamos que salga el agua por la boca.
- Este mando siempre dispone de un tope de seguridad, a 37 °C o 38 °C, de modo que, si se desea que el agua salga a mayor temperatura, debe presionarse un botón de color rojo y seguir girando el mando hasta el tope final.
- La temperatura puede variarse mientras el agua está saliendo.
- En caso de corte accidental del agua fría, se produce una obturación automática que impide el flujo del agua caliente.

## Ventajas

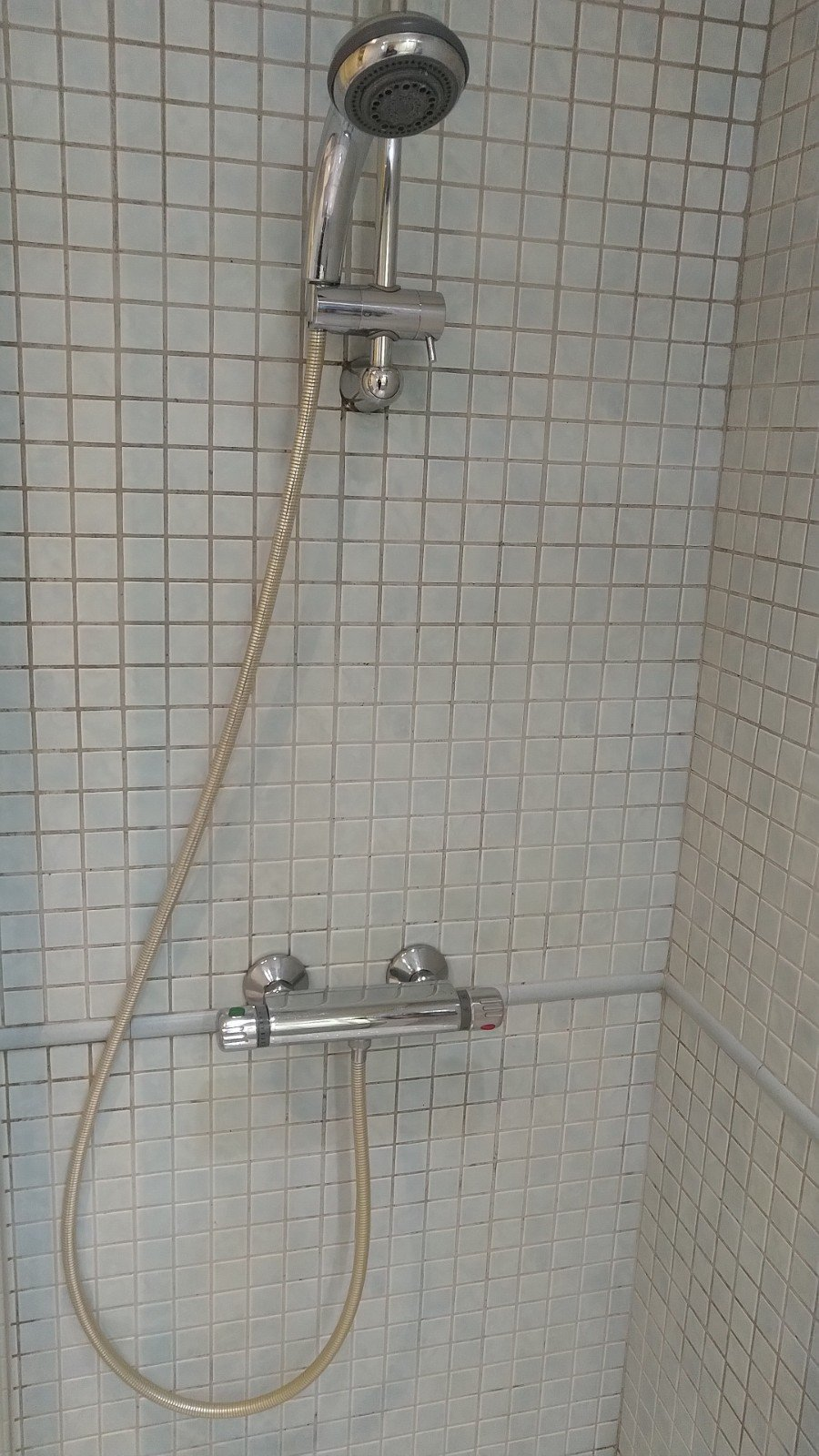
Grifo termostático de una ducha

Los grifos termostáticos presentan una serie de ventajas sobre cualquier otro tipo de grifo, que es preciso conocer:
- Comodidad: el agua sale siempre a la misma temperatura.
- Ahorro: se consigue la temperatura deseada con mayor rapidez que con cualquier otro tipo de grifo.
- Constancia: aunque se cierre y abra el grifo, la temperatura se mantiene constante.
- Confort: aunque se abra otro grifo, con la lógica disminución de presión, la temperatura se mantiene constante. Cuando el calentador es de butano o de gas, el cartucho automáticamente compensa las variaciones de temperatura que se producen cuando el grifo se cierra y se vuelve a abrir (debido al sobrecalentamiento del agua en el interior del calentador).
- Seguridad: en el caso improbable de que se interrumpa el suministro de agua fría, el cartucho corta automáticamente el agua caliente, con lo que se evita el riesgo de quemaduras. El tope se seguridad a 38 °C evita quemaduras accidentales cuando el grifo es accionado por niños o ancianos.
- Precisión: el gran ángulo de giro del volante de regulación de la temperatura (aprox. 350º) permite obtener la temperatura deseada con exactitud.
- Calibrado: todos los grifos se calibran en fábrica a 38 °C
- Fiabilidad: al ser el cuerpo del cartucho de material sintético totalmente anticalcáreo, es insensible a las deposiciones de cal.

Conviene resaltar esta última característica como una ventaja decisiva respecto a los cartuchos que tienen el cuerpo de latón ya que estos, a la corta o la larga, presentan problemas de funcionamiento cuando la cal se deposita en el interior del cuerpo de latón y bloquea el pistón de regulación con lo que el grifo deja de regular la temperatura.
Aunque con frecuencia se presenta el hecho de que el cuerpo del cartucho sea de latón como una mayor calidad del mismo, en realidad no es ninguna ventaja (aparte de un mayor precio), ya que la experiencia ha demostrado ampliamente que el cuerpo de material sintético es totalmente fiable en zonas de agua dura, lo que no ocurre con los cuerpos de latón.
Como desventaja, el mecanismo de mezcla (más complejo) puede dar pérdida de presión en el caudal de agua.

## Instalación

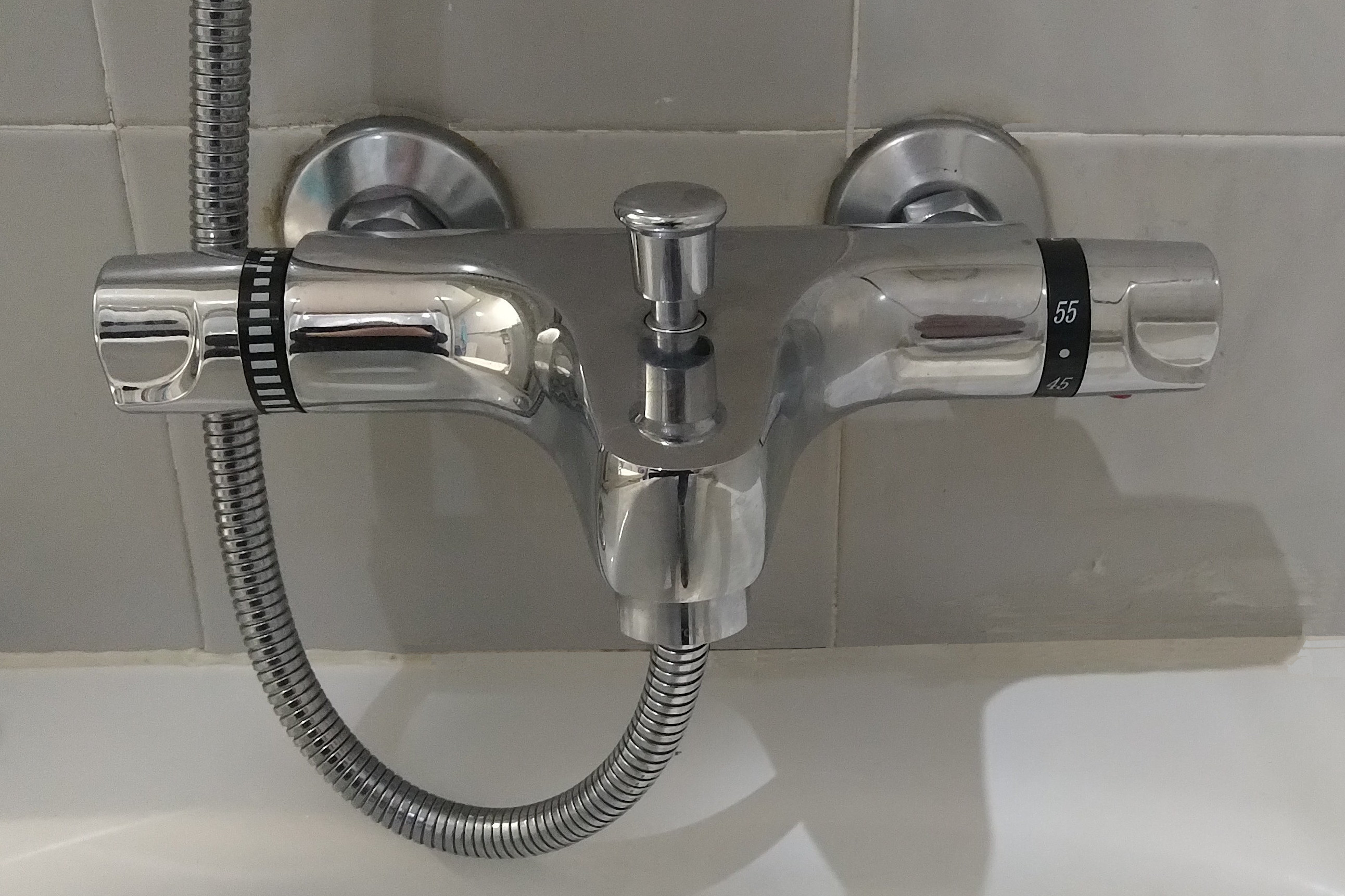
Grifo termostático de una bañera

Precauciones que deben tomarse al instalar grifos termostáticos:
- Deben purgarse cuidadosamente las tuberías para eliminar restos de arena y partículas sólidas del interior de las mismas. Los cartuchos termostáticos son muy sensibles a la suciedad.
- Es imprescindible colocar en las entradas del agua fría y caliente los filtros que se suministran con los grifos.
- Limpiar periódicamente los filtros, sobre todo, si se observan disminuciones injustificadas de caudal o deficiencias en la regulación de la temperatura.
- Las dos válvulas antirretorno, situadas una en cada entrada, deben funcionar correctamente. Esto es muy importante, ya que, si una de las válvulas se bloquea y queda abierta, se propicia la comunicación entre el agua fría y la caliente por el interior del propio grifo termostático, con lo cual queda afectada toda la instalación de la vivienda o local. Los síntomas normalmente no se aprecian en el propio grifo termostático, sino al abrir otro grifo, y son los siguientes:
  - agua fría a mayor temperatura de lo normal, si se ha quedado abierta la válvula del lado del agua fría.
  - agua caliente a menor temperatura de lo normal, si se ha quedado abierta la válvula del lado del agua caliente. Además si el agua caliente proviene de una caldera central del edificio y no de una individual, el agua fría entra en el circuito general del agua caliente de todo el edificio y provoca que los vecinos inmediatos tengan agua fría en lugar de caliente. En este caso el contador del agua caliente descuenta litros por el retroceso del agua.
- Es imprescindible que el agua caliente esté situada a la izquierda del grifo y el agua fría a la derecha, ya que en caso contrario el grifo no funciona correctamente.
- Emplear calentadores eléctricos o acumuladores de gran capacidad, por ejemplo, de 200 litros.
- Emplear calentadores de gas o butano de la máxima capacidad posible (mínimo 10 litros por minuto).
- Se desaconseja formalmente el uso de calentadores de gas o butano de pequeña capacidad, por ejemplo 6 litros por minuto.
- Aislar térmicamente las tuberías del agua caliente.
- Reducir en lo posible la distancia del calentador hasta el grifo termostático. Si bien esto no afecta al correcto funcionamiento del grifo, representa un mayor gasto energético.

Evitar en lo posible que la presión del agua sea inferior a 1 bar o superior a 10 bar. Si ello no es posible, se recomienda la instalación de una bomba para elevar la presión o bien un regulador para disminuirla. La presión aconsejable es de 3 a 5 bar.